# Ramiro Valdés Menéndez
Ramiro Valdés Menéndez (Artemisa, antigua provincia de La Habana, Cuba, 28 de abril de 1932) es un militar y político cubano, considerado uno de los dirigentes históricos de la Revolución Cubana desde la acción subversiva que le dio inicio el 26 de julio de 1953. Ostenta desde 1976 el grado militar honorífico de Comandante de la Revolución. Fue Vicepresidente del Consejo de Estado y del Consejo de Ministros de Cuba. En el VI Congreso del PCC, fue ratificado como miembro del Buró Político.
Desde el 10 de octubre de 2019 ejerce el cargo y la función de vice primer ministro de Cuba.

## Biografía
Nació en el barrio La Matilde, Artemisa, La Habana, en el seno de una familia pobre. Antes de 1953 trabajó como aprendiz de liniero en la empresa eléctrica y como ayudante de chofer en un camión de transporte de cañas. En 1953, a la edad de 22 años, se alistó junto a Fidel Castro en el movimiento armado que asaltó en Santiago de Cuba el Cuartel Moncada, para así iniciar la lucha que derrocaría al dictador Fulgencio Batista. Estuvo entre los ocho asaltantes seleccionados para tomar la posta principal del cuartel Moncada y fue el primero en penetrar al cuartel, después de bajar de un golpe la cadena que impedía el paso en esa área, junto a sus compañeros José Ponce y Jesús Montané. A pesar de ser de los últimos en salir de la fallida acción, sobrevivió aunque resultó levemente herido.
Fue detenido días después y juzgado por el Tribunal de Urgencia de Santiago de Cuba, encarcelado en el reclusorio nacional de Isla de Pinos hasta beneficiarse de la amnistía en mayo de 1955. Durante este año sufrió nuevamente prisión por sus actividades revolucionarias hasta que pudo trasladarse a México, donde ayudó a organizar y entrenar la expedición, que desembarcaría en la provincia de Oriente el 2 de diciembre de 1956.
Durante el desembarco fue nombrado jefe de una de las escuadras y segundo al mando del Pelotón de la Retaguardia que dirigía Raúl Castro.
Posteriormente fue designado segundo jefe de la Columna N.º 8 "Ciro Redondo", encabezada por el comandante Ernesto Che Guevara y participó junto a este en la invasión de oriente a occidente.
Es uno de tres jefes históricos de la Revolución cubana que participó en las tres acciones decisivas en el triunfo revolucionario de enero de 1959: El asalto al Cuartel Moncada, la expedición y desembarco del yate Granma y la Invasión de oriente a occidente.
En 1960 visitó Checoslovaquia como parte de una delegación encabezada por Raúl Castro, donde recibió entremamiento en Inteligencia Militar.

## Ministro

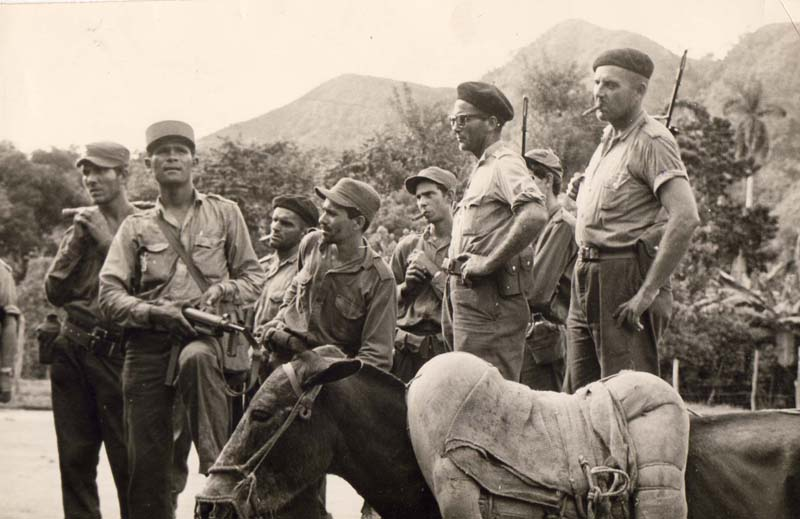
Ramiro Valdés y las Milicias Nacionales Revolucionarias.

Ramiro fue dos veces Ministro del Interior, entre 1961 y 1968, y entre 1979 y 1985.

## Colaboración con países vecinos
En enero de 2010, el Presidente de Venezuela, Hugo Chávez, anunció que Ramiro Valdés encabezaría la comisión creada por el gobierno nacional, a fin de enfrentar la grave crisis energética que vive el país sudamericano, a raíz de la falta de inversión durante los últimos años, según fuentes de la oposición. También fue Ministro de la Informática y las Comunicaciones entre 2006 y 2011.

## Condecoraciones
- Recibió el título de Héroe de la República de Cuba.[4]
- En 2003 fue condecorado con la Medalla Conmemorativa 50 Aniversario del 26 de Julio.[5]

## Retiro
En abril de 2021 fue acordado que Valdés no continuaría siendo miembro del Partido Comunista de Cuba.Error, continua en el partido pero sin cargo en su estructura superior. 